# Платонская волость
Платонская волость (латыш. Platones pagasts) — одна из семнадцати территориальных единиц Елгавского края Латвии. Находится в центральной части края, на берегу реки Платоне. Граничит с Сесавской, Яунсвирлаукской, Вирцавской, Элейской, Лиелплатонской и Светской волостями своего края и городом Елгавой.
Крупнейшими населёнными пунктами волости являются: Платоне (волостной центр), Лиелвирцава, Петерлауки, Поки.
По территории волости протекают реки: Платоне, Вирцава, Аудруве, Элея. На реке Платоне обустроено большое водохранилище площадью 32 га.

## История
В 1935 году Платонская волость Елгавского уезда имела площадь 52,39 км² с населением 1090 жителей. В 1945 году в состав волости входили Абельский и Платонский сельские советы. После отмены в 1949 году волостного деления Платонский сельсовет был включён в состав Елгавского (1949—1962, 1967—1990) и Добельского (1962—1967) районов.
В 1962 году к Платонскому сельсовету была присоединена территория колхоза «Саркана звайгзне» Лиелвирцанского сельсовета. В 1965 году — одноимённого колхоза Лиелплатонского сельсовета. В 1974 присоединены части территорий Лиелплатонского и Вирцавского сельсоветов, а также сельская территория посёлка Элея. Часть территории Платонского сельсовета была переподчинена Вирцавскому сельсовету. В 1979 году была присоединена часть ликвидированного Вецсвирлаукского сельсовета.
В 1990 году Платонский сельсовет был реорганизован в волость. В 2009 году, по окончании латвийской административно-территориальной реформы, Платонская волость вошла в состав созданного Елгавского края.

## Известные люди
- Янис (Иван) Озолс (1878—1968) — латышский социал-демократ, депутат Государственной думы.
- Гедерт Элиас (1887—1975) — латвийский художник, активный участник революционных событий 1905 года.
- Ансис Каупенс (1895—1927) — один из наиболее известных латвийских преступников 1920-х годов.